# Município de Farmer (condado de Defiance, Ohio)
Localização do Ohio nos E.U.A.
O município de Farmer (em inglês: Farmer Township) é um município localizado no condado de Defiance no estado estadounidense de Ohio. No ano de 2010 tinha uma população de 963 habitantes e uma densidade populacional de 10,17 pessoas por km².

## Geografia
O município de Farmer encontra-se localizado nas coordenadas 41° 22′ 22″ N, 84° 38′ 08″ O. Segundo a Departamento do Censo dos Estados Unidos, o município tem uma superfície total de 94.65 km², da qual 94,58 km² correspondem a terra firme e (0,07 %) 0,06 km² é água.

## Demografia
Segundo o censo de 2010, tinha 963 pessoas residindo no município de Farmer. A densidade populacional era de 10,17 hab./km².